# Okręty patrolowe typu Meteoro
Okręty patrolowe typu Meteoro (także jako Buque de Acción Marítima - BAM) – typ hiszpańskich wielozadaniowych okrętów/korwet patrolowych zbudowanych dla Armada Española w ramach programu BAM (Buque de Acción Marítima). Są to duże okręty patrolowe, mają wyporność przekraczającą 2500 ton, są wielkości korwet, jednakże wielkość uzbrojenia została ograniczona. Dedykowane jako okręty do działania na oceanie (offshore patrol vessels). Aktualnie w służbie jest 6 okrętów, stacjonują w porcie w Las Palmas. Koszt jednostki wynosi ok. 167 mln euro za sztukę.

## Wyposażenie
Okręty są wyposażone w system kierowania ogniem DORNA 2, system zarządzania walką SCOMBA oraz radary nawigacyjne ARIES 2 i SPERRY VISION MASTER FT. Na wyposażeniu znajduje się łódź abordażowa. W części rufowej zlokalizowane jest lądowisko i hangar dla śmigłowca Bell 212.
Okręty są wyposażone w jedną armatę OTO Melara 76mm/62, 2 armaty automatyczne M242 Bushmaster typ Mk-38 MOD 2A 25 mm, 2 ciężkie karabiny Browning M2 oraz 4 wyrzutnie Mark 36 SRBOC.

## Historia
Pierwszy etap programu BAM (Buque de Acción Marítima), którego celem było opracowanie następcy eksploatowanych okrętów patrolowych rozpoczął się we wrześniu 2004 roku, drugi etap rozpoczął się w kwietniu 2005 roku. Kontrakt na budowę pierwszej jednostki podpisano z Navantią w lipcu 2006 roku.

## Okręty
- (P-41) „Meteoro” – w służbie od lipca 2011 roku
- (P-42) „Rayo” – w służbie od października 2011 roku
- (P-43) „Relámpago” – w służbie od lutego 2012 roku[9]
- (P-44) „Tornado” – w służbie od lipca 2012 roku
- (P-45) „Audaz” – w służbie od lipca 2018 roku
- (P-46) „Furor” – w służbie od stycznia 2019 roku

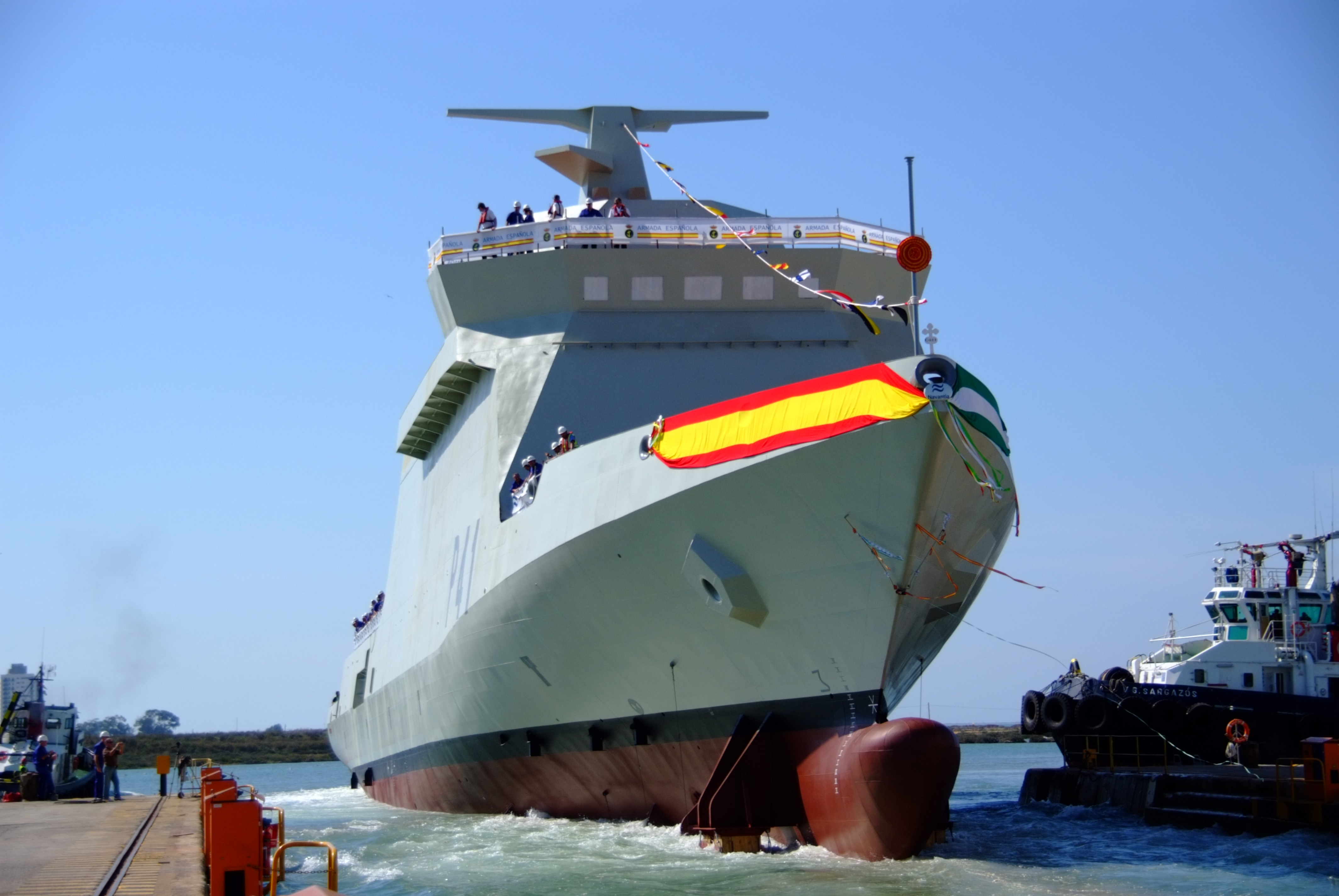
Meteoro P-41
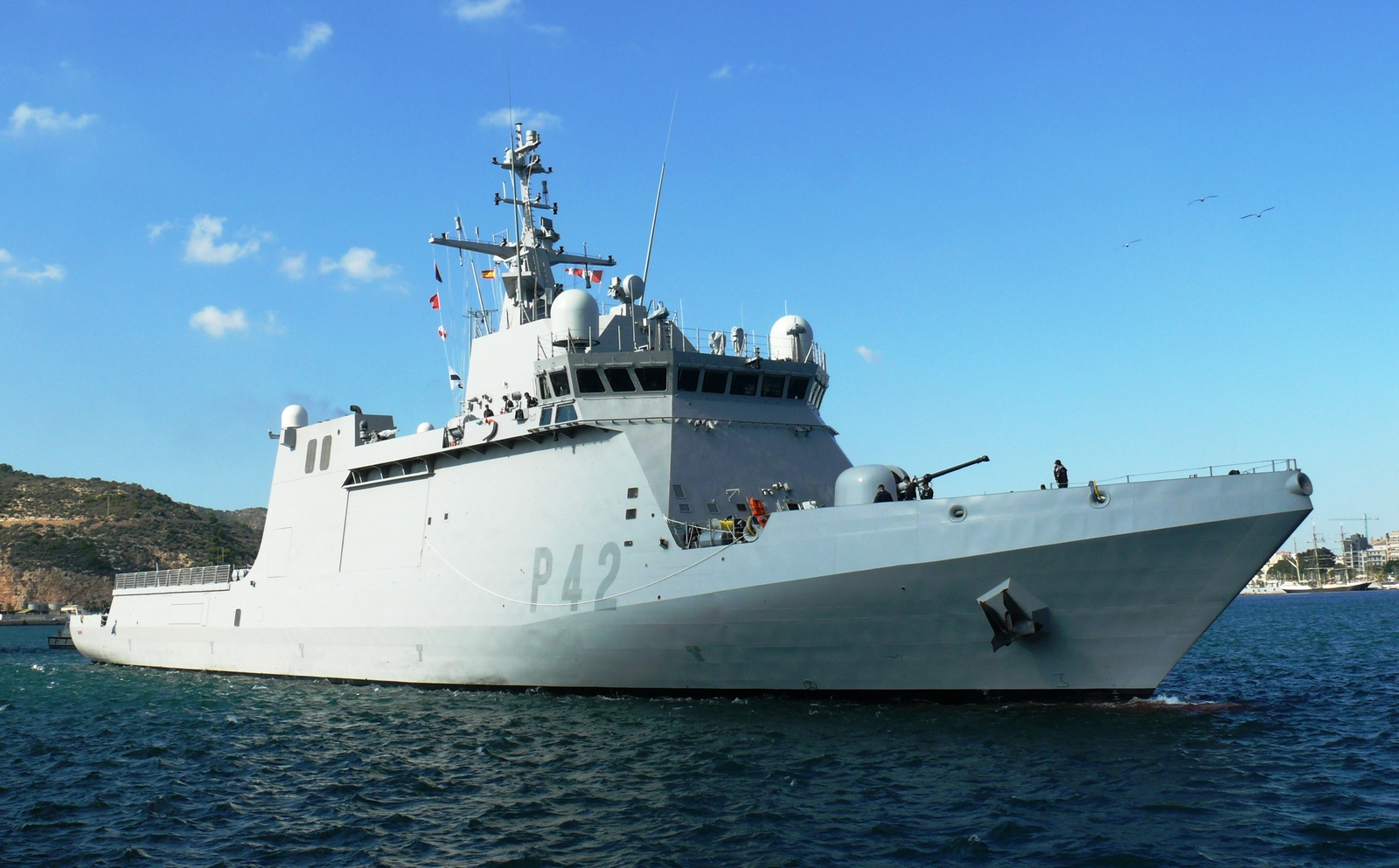
Rayo P-42
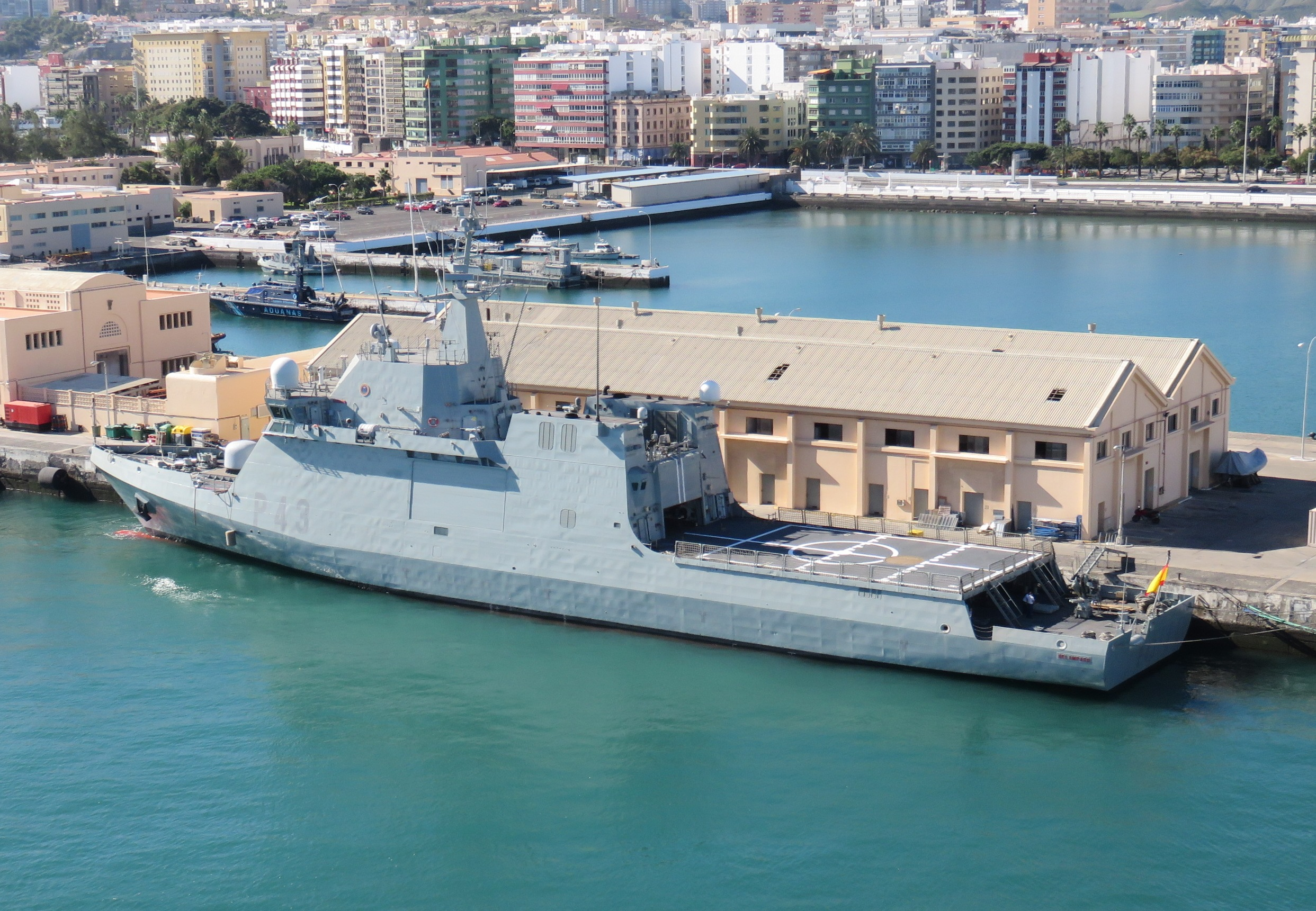
Relámpago P-43
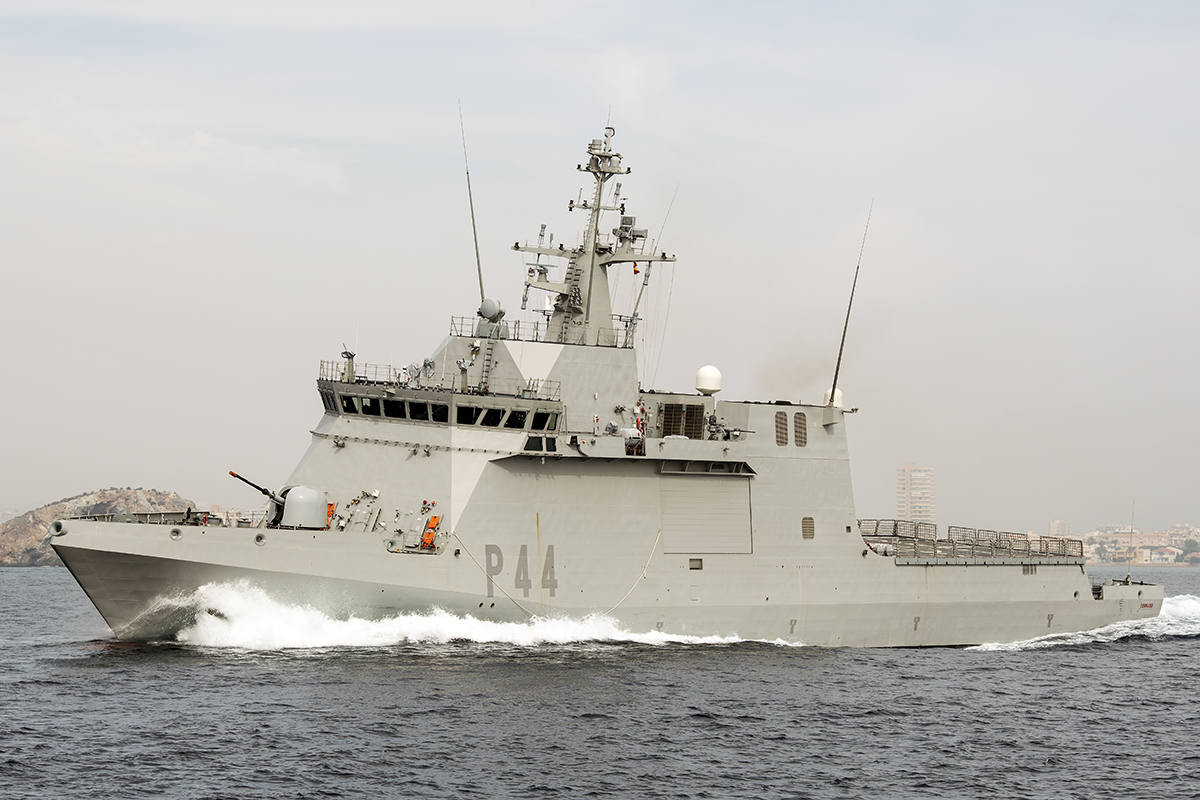
Tornado P-44
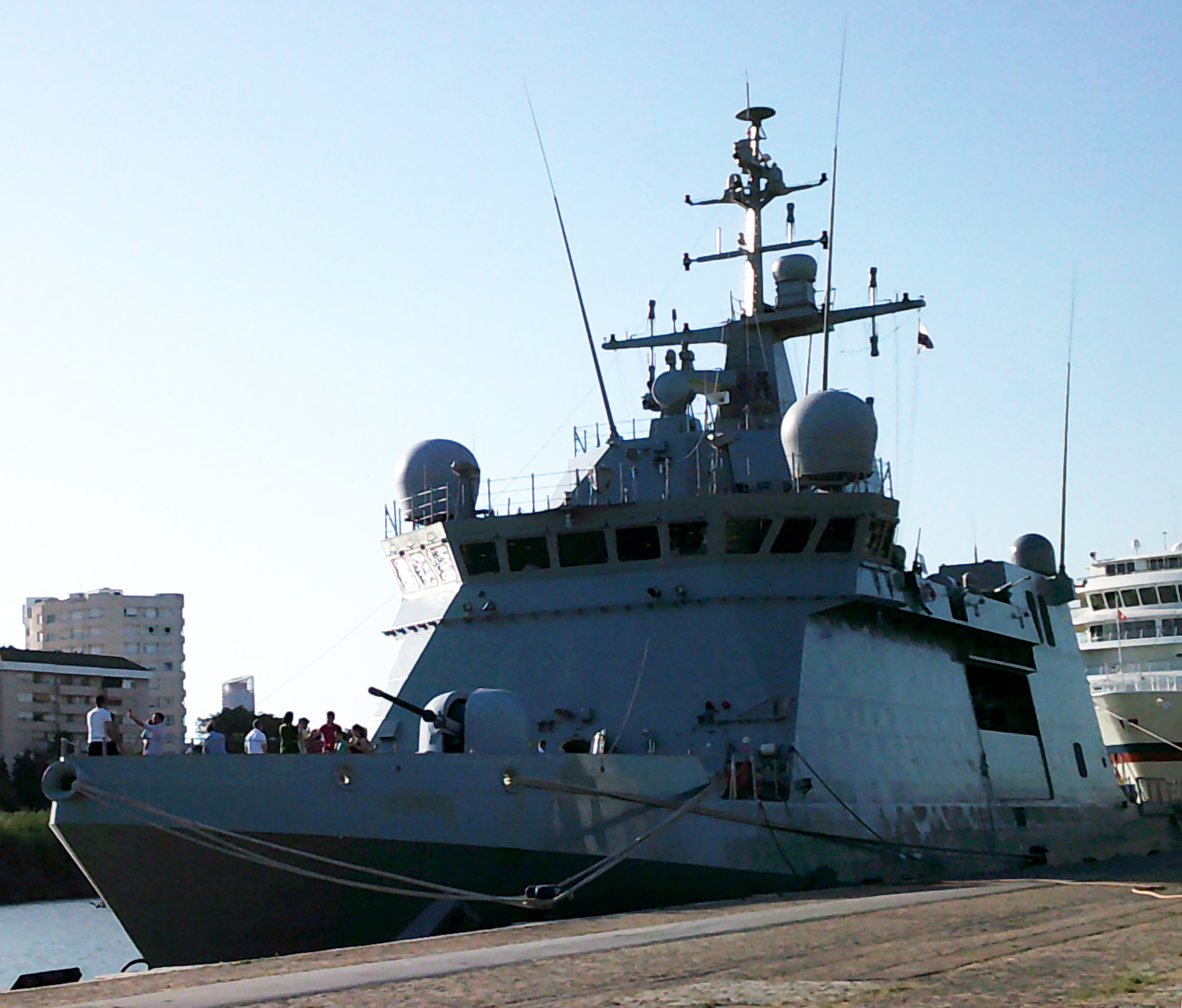
Audaz P-45
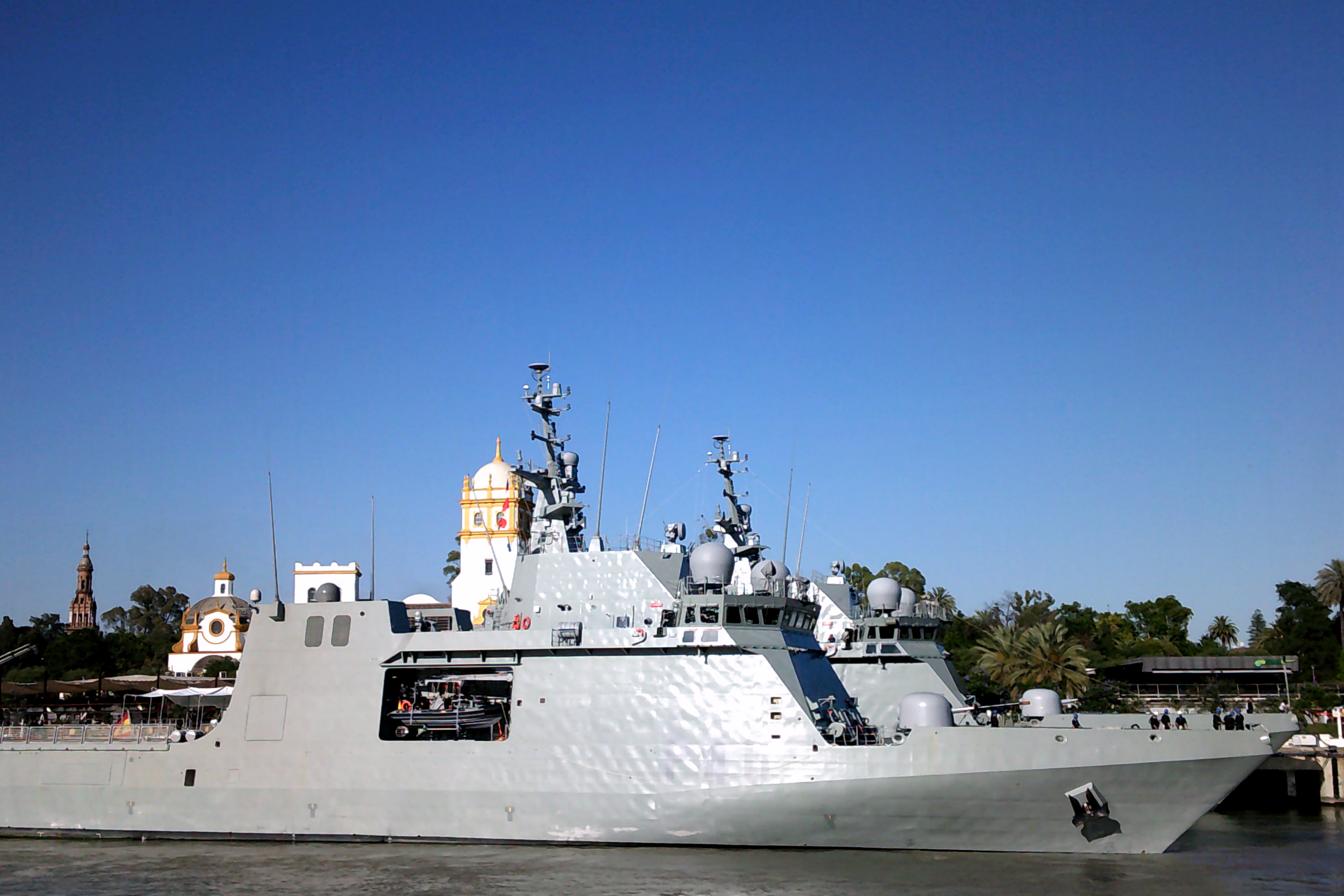
Furor P-46